# Michael Baur
Michael Baur, född den 16 april 1969 i Innsbruck, är en österrikisk före detta professionell fotbollsspelare och -tränare.
Baur spelade 40 landskamper för Österrike och gjorde fem mål.

## Spelarkarriär

### Klubblag
Baur inledde sin proffskarriär i hemstaden Innsbruck för Swarovski Tirol, där han blev österrikisk ligamästare redan under första säsongen. Klubben upplöstes 1992 och platsen i österrikiska Bundesliga övertogs av Wacker Innsbruck, och Baur följde med. Den säsongen var han med och vann österrikiska cupen. Nästföljande säsong övertogs platsen i Bundesliga av den nybildade klubben Tirol Innsbruck, och Baur följde återigen med. Han spelade sedan för den klubben till och med säsongen 2001/02, förutom en kort avstickare till japanska Urawa Red Diamonds, där det dock bara blev två ligamatcher. Med Tirol Innsbruck blev Baur österrikisk ligamästare tre säsonger i rad – 1999/00, 2000/01 och 2001/02.
Därefter tog Baurs karriär honom till tyska Hamburg för en säsong innan han återvände till Österrike och Superfund och till sist LASK Linz.

### Landslag
Baur debuterade för Österrikes landslag den 30 maj 1990 i en träningsmatch mot Nederländerna och han var senare under sommaren med i Österrikes trupp till Fotbolls-VM i Italien, där han dock inte fick någon speltid alls. Mellan 1994 och 2000 blev han inte uttagen till någon landskamp, men därefter var han tillbaka i landslaget fram till hans sista landskamp i oktober 2002. Totalt spelade Baur 40 landskamper och gjorde fem mål.

## Tränarkarriär
Baur var assisterande tränare för LASK Linz under säsongen 2010/11 och därefter blev han tränare för Red Bull Salzburgs juniorer. Hans nästa uppdrag var som huvudtränare för Grödig säsongen 2014/15. Efter ett tvåårigt uppehåll fick han jobbet som huvudtränare för Schwarz-Weiß Bregenz, där han stannade en säsong. Därefter tränade han Kitzbühel.

## Meriter
- Österrikisk mästare (4): 1989/90, 1999/00, 2000/01, 2001/02
- Österrikisk cupmästare (1): 1992/93

## Statistik
| Klubb              | Säsong            | Inhemsk liga      | Inhemsk liga | Inhemsk liga | Nat. täv. | Nat. täv. | Internat. täv. | Internat. täv. | Totalt | Totalt |
| Klubb              | Säsong            | Serie             | SM           | Mål          | SM        | Mål       | SM             | Mål            | SM     | Mål    |
| ------------------ | ----------------- | ----------------- | ------------ | ------------ | --------- | --------- | -------------- | -------------- | ------ | ------ |
| Swarovski Tirol    | 1989/90           | Bundesliga        | 22           | 2            | 4         | 0         | 1              | 1              | 27     | 3      |
| Swarovski Tirol    | 1990/91           | Bundesliga        | 36           | 1            | 3         | 0         | 4              | 0              | 43     | 1      |
| Swarovski Tirol    | 1991/92           | Bundesliga        | 33           | 3            | 3         | 0         | 4              | 0              | 40     | 3      |
| Swarovski Tirol    | Totalt i klubblag | Totalt i klubblag | 91           | 6            | 10        | 0         | 9              | 1              | 110    | 7      |
| Wacker Innsbruck   | 1992/93           | Bundesliga        | 33           | 3            | 5         | 1         | 2              | 1              | 40     | 5      |
| Wacker Innsbruck   | Totalt i klubblag | Totalt i klubblag | 33           | 3            | 5         | 1         | 2              | 1              | 40     | 5      |
| Tirol Innsbruck    | 1993/94           | Bundesliga        | 34           | 6            | 1         | 0         | 4              | 0              | 39     | 6      |
| Tirol Innsbruck    | 1994/95           | Bundesliga        | 30           | 1            | 1         | 0         | 4              | 0              | 35     | 1      |
| Tirol Innsbruck    | 1995/96           | Bundesliga        | 33           | 1            | 1         | 1         | 8              | 1              | 42     | 3      |
| Tirol Innsbruck    | 1996/97           | Bundesliga        | 12           | 1            | 1         | 1         | 4              | 0              | 17     | 2      |
| Tirol Innsbruck    | Totalt i klubblag | Totalt i klubblag | 109          | 9            | 4         | 2         | 20             | 1              | 133    | 12     |
| Urawa Red Diamonds | 1997              | J.League          | 2            | 0            | 5         | 1         | 0              | 0              | 7      | 1      |
| Urawa Red Diamonds | Totalt i klubblag | Totalt i klubblag | 2            | 0            | 5         | 1         | 0              | 0              | 7      | 1      |
| Tirol Innsbruck    | 1997/98           | Bundesliga        | 28           | 3            | 1         | 0         | 1              | 0              | 30     | 3      |
| Tirol Innsbruck    | 1998/99           | Bundesliga        | 27           | 4            | 1         | 0         | 0              | 0              | 28     | 4      |
| Tirol Innsbruck    | 1999/00           | Bundesliga        | 19           | 4            | 1         | 1         | 0              | 0              | 20     | 5      |
| Tirol Innsbruck    | 2000/01           | Bundesliga        | 34           | 6            | 3         | 1         | 5              | 1              | 42     | 8      |
| Tirol Innsbruck    | 2001/02           | Bundesliga        | 31           | 6            | 1         | 0         | 5              | 0              | 37     | 6      |
| Tirol Innsbruck    | Totalt i klubblag | Totalt i klubblag | 139          | 23           | 7         | 2         | 11             | 1              | 157    | 26     |
| Hamburg            | 2002/03           | Bundesliga        | 10           | 0            | 1         | 0         | 0              | 0              | 11     | 0      |
| Hamburg            | Totalt i klubblag | Totalt i klubblag | 10           | 0            | 1         | 0         | 0              | 0              | 11     | 0      |
| Superfund          | 2003/04           | Bundesliga        | 31           | 3            | 2         | 0         | 8              | 2              | 41     | 5      |
| Superfund          | 2004/05           | Bundesliga        | 29           | 1            | 1         | 0         | 2              | 0              | 32     | 1      |
| Superfund          | 2005/06           | Bundesliga        | 34           | 4            | 3         | 1         | 2              | 0              | 39     | 5      |
| Superfund          | 2006/07           | Bundesliga        | 34           | 3            | 1         | 0         | 2              | 0              | 37     | 3      |
| Superfund          | Totalt i klubblag | Totalt i klubblag | 128          | 11           | 7         | 1         | 14             | 2              | 149    | 14     |
| LASK Linz          | 2007/08           | Bundesliga        | 35           | 2            | 0         | 0         | 0              | 0              | 35     | 2      |
| LASK Linz          | 2008/09           | Bundesliga        | 31           | 3            | 1         | 0         | 0              | 0              | 32     | 3      |
| LASK Linz          | Totalt i klubblag | Totalt i klubblag | 66           | 5            | 1         | 0         | 0              | 0              | 67     | 5      |
| Totalt i karriär   | Totalt i karriär  | Totalt i karriär  | 578          | 57           | 40        | 7         | 56             | 6              | 674    | 70     |